# 人工授精
人工授精（Artificial insemination，AI）是指采用人工而非自然交配的方法，将精液输入雌性的子宫或子宫颈的授精过程。现代人工授精技术最早在乳牛业发展起来，用改良性状的公牛精液来让母牛受孕以提高产奶量。

## 人类的人工授精
人类的人工授精主要作为治疗不孕不育的辅助生殖技术，但近来也不少人利用捐精者提供的精子使女性无需男性伙伴便可怀孕生子。人工授精主要目的是让女性不通过性交行为便可输精至阴道或子宫并受孕。

### 准备
精液通常通过男性自慰的方法来采集或者在性交过程中使用特制的採精避孕套。另外，如果该女性的男性伙伴精子活力不够，或携带遗传疾病基因，或该女性没有男性伴侣，也可能使用捐精者的精液。
为了增加精子数量，通常建议提供精子的男性在供精前两至三天不进行射精。
通过追踪基礎體溫及阴道黏液的变化，或使用促排卵药物、超声波或血液检查来紧密观察女性的月经周期。
如果使用子宫内输精（intra-uterine insemination，IUI），精液必须在实验室内进行及时“清洗”并加入相应化学物质。“清洗”精液的过程可以增加受孕的机率并移除精液中可能导致女性不适的化学物质。
如果精液由捐精者通过精子库提供，一般是冷冻的精液并采用特殊方法进行检查过的。捐精者在採精前后也要接受检查以确保他没有携带性传播疾病。同时，会加入抗冻剂到精液中，以便于冷冻和解冻。还可能加入其它化学物质以分离大多数样品中活力较好的精子，并稀释样品以便输精时达到足够的精子活力。

### 人工授精过程
当女性排卵时，将女性配偶或捐精者所提供的精液置入其阴道或子宫（授精）。在一个“疗程”中，有时要进行两次授精。如果授精成功，该名女性将受孕并怀有一个实际意义上的胎儿，她是这个胎儿遗传的母亲也是怀孕的母亲。

### 人工授精分类
由于精子供体及使用技术的不同，人工授精可以有不同的分类方法。

#### 根据供体分类
人类的人工授精通常可以分为使用丈夫精子的同源人工授精（也称丈夫精液人工授精，artificial insemination by husband，AIH）或使用匿名人士提供的供体精子的异源人工授精（也称供精人工授精，artificial insemination by donor，AID 或 DI）。
早期，一种流行的人工授精方式为AIC。这种方法将丈夫和捐精者的精液混合在一起。这种办法的好处就是，不会有人说该丈夫不是孩子在生物学上的父亲。过去将人工授精视为不道德并等同于通奸，生出来的孩子也被视为非法并没有继承权。这种方法在那个年代起了非常重要的作用。由于遗传检测的进步，通过血液检查很容易就能鉴定出谁才是真正的遗传学父亲。加上男性不育症治疗水平的提高（如胞浆内精子注射）及人们对辅助生殖技术接受程度的提高，AIC的流行性已经不断降低并几乎消失。此外，中华人民共和国卫生部规定：“在同一治疗周期中，配子、合子和胚胎必须来自同一男性和同一女性”。

#### 根据技术分类
根据授精部位分为阴道内人工授精（Intravaginal Insemination，IVI）、宫颈内人工授精（Intracervical Insemination，ICI）、宫腔内人工授精（Intrauterine Insemination，IUI）和输卵管内人工授精（Intratubal Insemination，ITI）等。
进行授精的最简单办法是使用宫颈内人工授精，这种方法将精液用无针注射器直接输入到子宫颈内。这个过程同自然交配过程中精液进入的方法最为接近。但是，可能会用更多技术手段来增加受孕的机会。例如，经过“洗精”过程将特定化学物质去除的精液可以直接输入到女性的子宫内，称为宫腔内人工授精。IUI进一步发展可以合并输卵管内人工授精，直接输精到输卵管。通常认为最后这一过程和IUI相比并没有什么益处。另外，不要将ITI与精子和卵子在女性体外结合并移植到受孕发生的输卵管处的的配子输卵管内移植相混淆。可以参见同样涉及到丈夫或捐精者的精液使用的体外人工受精（in vitro fertilisation, IVF）。

#### 争议
人工授精近年来受到了人们的广泛关注，特别是涉及到予錯双亲、同性婚姻、单亲母亲及代孕等问题。怀孕（以及可能涉及到遗传问题）以及代理孕母能否决定保留孩子的相关法律问题也被提上议程。在中国，实施代孕技术的实施是禁止的。同样，捐精者是否拥有相关权利也引起了争论。

## 家畜和宠物的人工授精

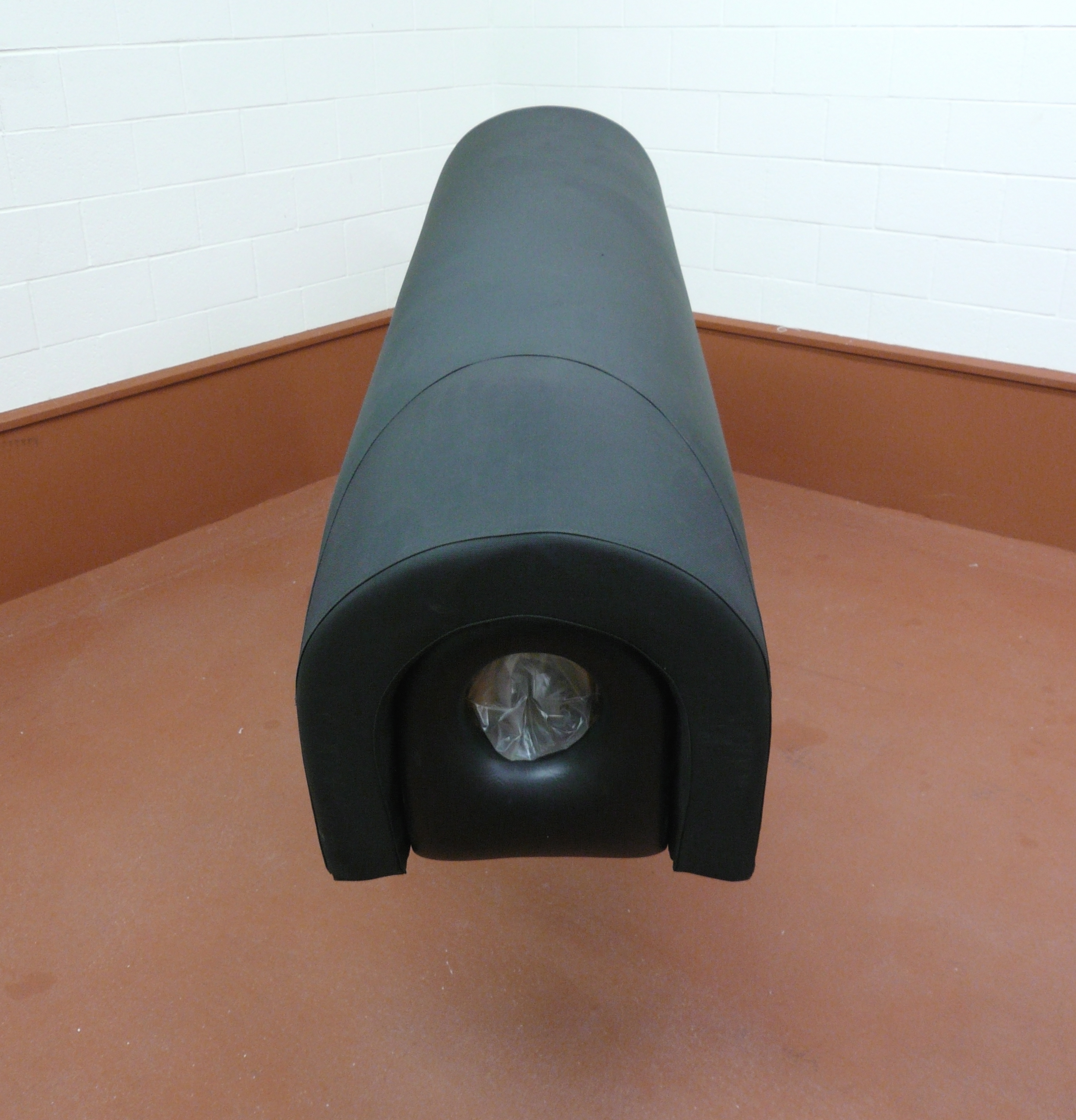
一个在人工授精中用于马的精液采集的人工阴道

动物的人工授精用于将一个种公畜的优秀性状通过多头母畜进行繁殖并传递给后代或克服育种问题。目前，人工授精在马、牛、猪、纯种狗及蜜蜂上都得到广泛应用。精液一般经过采集、稀释后，进行冷藏或冷冻。制成的精液可以当场使用或送到母畜所在地后使用。存放精液的小塑料瓶（塑料袋）称为输精瓶（输精袋）。为了使精子在冷冻前后能保持活力，精液需要和含有甘油或其它抗冻剂的溶液混合。稀释液就是让一个供体的精液可以用尽可能少的精子输精来使更多母畜受孕的溶液。有时候会添加一些抗生素来对性传播疾病进行控制，如链霉素。
在现代农业中，家畜的人工授精已经非常普遍，特别是在奶牛（所有受精类型的75%）及猪（所有受精类型的85%）上的应用。人工授精为家畜生产者提供了一个比较经济的办法来获取优秀种畜的卓越性状。